# GeoGebra
GeoGebra (Kofferwort aus Geometrie und Algebra) ist eine Dynamische-Geometrie-Software (DGS), die zu ihren geometrischen Objekten nicht nur die übliche geometrische, sondern auch eine algebraische Schnittstelle zur Verfügung stellt. Geometrische Objekte können damit nicht nur gezeichnet, sondern auch durch die Angabe beziehungsweise Modifikation von Gleichungen verändert werden. Neben elementargeometrischen Objekten erlauben neuere Versionen von GeoGebra auch die Erzeugung von Funktionsgraphen, Kurven und Vektoren in der Ebene und im (3-dimensionalen) Raum. Zudem verfügen sie über ein integriertes Computeralgebrasystem (CAS), eine Tabellenkalkulation und ein visuelles Werkzeug zur Berechnung von Wahrscheinlichkeiten.

## Geschichte
Die erste Version des Programms wurde von 2001 bis 2002 vom Österreicher Markus Hohenwarter im Rahmen seiner Diplomarbeit zum Thema „Didaktik der Mathematik und Informatik“ an der Universität Salzburg entwickelt und erhielt 2002 den European Academic Software Award.
Von 2003 bis 2006 entwickelte Hohenwarter GeoGebra im Rahmen seiner Doktorarbeit zum Thema „Didaktik der Mathematik“ an derselben Universität weiter und gewann damit fünf weitere internationale Preise. Im selben Zeitraum wurde das Programm in 25 Sprachen übersetzt.
Im Jahr 2006 ging der Entwickler an die Florida Atlantic University und arbeitete dort als Post-Doc weiter an GeoGebra. Wenig später kam Yves Kreis von der Universität Luxemburg als neuer Entwickler dazu.
Im Dezember 2007 gründeten die Entwickler das Internationale GeoGebra-Institut (IGI), welches im Mai 2008 in Cambridge (England) sein erstes Meeting hatte.
Im Juli 2009 fand die erste internationale GeoGebra-Konferenz in Linz statt.
Im Jahr 2017 gab es 30 Millionen registrierte Nutzer aus 190 Ländern und es stand in 64 Sprachlokalisierungen zur Verfügung.
Im Dezember 2021 wurde GeoGebra von Byju's, einem auf E-Learning spezialisierten indischen Unternehmen, für kolportierte 100 Millionen US-Dollar erworben. Zu diesem Zeitpunkt besaß GeoGebra um die 100 Millionen Nutzer in 195 Ländern.

## Einsatz in Schulen
GeoGebra lässt sich nicht nur in der Geometrie einsetzen, sondern auch in anderen Teilgebieten der Mathematik wie der Analysis, der linearen Algebra oder der Stochastik. Da eine Änderung in einem Fenster, zum Beispiel Geometrie, sich dynamisch auf die Darstellungen in anderen Fenstern auswirkt, zum Beispiel Algebra, wird GeoGebra auch als dynamische Mathematiksoftware bezeichnet. Das Programm ist inzwischen in 50 Sprachen verfügbar.
GeoGebra hat bereits mehrere Preise gewonnen, darunter den Europäischen-Bildungssoftware-Preis im Jahr 2002 und den deutschen Bildungssoftware-Preis 2004. Die Software wurde seit 2001 zum größten Teil durch Markus Hohenwarter für die Diplomarbeit und seine Dissertation an der Universität Salzburg entwickelt. Inzwischen ist GeoGebra ein internationales Produkt, an dem Entwickler aus verschiedenen Ländern beteiligt sind.
Das Programm ist für die Betriebssysteme Windows, Linux, macOS und seit September 2013 auch für Android und iOS verfügbar. GeoGebra benötigt die Java Runtime Environment (JRE). Die jeweils aktuelle Version und eine Pre-Release-Version mit neuesten Entwicklungen konnten auf der Homepage per Java Web Start heruntergeladen und genutzt werden. Inzwischen wird für die Webversion kein Java mehr benötigt (weder ein Java-Applet noch Java Web Start), da ihr Code nun komplett in HTML5 mit JavaScript vorliegt. Dieser wird aus der Code-Basis in Java mit Hilfe des Google Web Toolkits generiert.

### Verwendung bei Prüfungen
GeoGebra gibt es als App oder Webseite mit speziellen Fähigkeiten, um Schummeln bei Prüfungen zu vermeiden. Besonders risikoarm ist die Verwendung eines eigenen Linux-Betriebssystems auf einem bootfähigen „Lernstick“ bei der Prüfung. GeoGebra kann neben der schriftlichen Arbeit wie ein Taschenrechner verwendet werden (z. B. am Smartphone), oder die Arbeit wird teilweise oder ganz damit erstellt.
Seit dem Schuljahr 2012/13 wird GeoGebra als Hilfsmittel bei Leistungsnachweisen an einigen bayerischen Schulen erprobt. GeoGebra wird in diesem Zusammenhang auch als Hilfsmittel in der Abiturprüfung ab dem Jahr 2016 zugelassen. Um Unterschleif/Spickzettel zu unterbinden, passt das Entwicklerteam von GeoGebra die Lernstick-Prüfungsumgebung, die von der Fachhochschule Nordwestschweiz als Open-Source-Produkt entwickelt wurde und von dort auch gepflegt wird, für den Schulversuch an.
GeoGebra ist in Österreich offizielles Arbeitsmittel bei der Reife- und Diplomprüfung (Matura).
GeoGebraExam Web-App (deutsch: GeoGebra Prüfung Web App) ist eine sichere Prüfungsumgebung. Die Anwendung startet in Firefox Portable eine Seite, die man nur durch Schließen des Programms schließen kann. Von Beginn an läuft eine Stoppuhr, wenn aber ein Schüler GeoGebraExam schließt, um zu schummeln, und das Programm danach wieder öffnet, besitzt die Stoppuhr auf seinem Bildschirm einen niedrigeren Wert als die Stoppuhren seiner Mitschüler. Ebenfalls wird beim Starten des Programms eine Tastensperre für die Windows-Taste aktiviert. Ganz ähnlich wie die Web-App funktioniert die Android-App für Smartphones.

### Einfluss auf den Lernerfolg
Bei einer Studie, an der 62 Schüler aus Malaysia teilnahmen, konnte ein positiver Zusammenhang zwischen dem Verwenden von GeoGebra und dem Lernerfolg beim Thema Statistik festgestellt werden (andere Themenbereiche wurden nicht untersucht). Die Schüler bevorzugten das Lernen mit GeoGebra im Vergleich mit einem traditionellen Ansatz. Auch andere Studien konnten einen positiven Zusammenhang mit dem Lernerfolg feststellen, außerdem steigerte es die Partizipation der Schüler am Unterricht und es konnte auch eine Steigerung der Motivation festgestellt werden.

## Fähigkeiten der Software
GeoGebra kann sowohl geometrische Konstruktionen auf einer leeren Arbeitsfläche als auch Funktionsgraphen in einem Koordinatensystem darstellen. Mit Hilfe von beliebig platzierbaren Schiebereglern kann im sogenannten Zugmodus die Größe von Parametern einfach variiert und die dadurch ausgelösten Veränderungen können dynamisch betrachtet werden.
GeoGebra unterscheidet sich dabei von vielen anderen interaktiven Geometrieprogrammen dadurch, dass es für alle mathematischen Objekte eine editierbare algebraische Definition anzeigt. Somit können die Objekte sowohl zeichnerisch als auch algebraisch bearbeitet werden.
Der Benutzer kann über diverse Einstellmöglichkeiten Einfluss auf die Art der Darstellung ausüben. So können Punkte beispielsweise als kartesische Koordinaten, komplexe Zahl oder Polarkoordinaten angegeben und dargestellt werden.
Ab Version 3.2 ist auch eine Tabellenkalkulation enthalten, die neben den üblichen Fähigkeiten eines solchen Programms die Zusammenarbeit mit dem Zeichenblatt anbietet. So können Zahlen aus einer Zeichnung ausgelesen und Objekte aus der Tabelle abgezweigt werden.
Ab der Version 4.2 bietet GeoGebra nicht nur eine algebraische Schnittstelle zu den geometrischen Objekten, sondern über ein separates Konsoleninterface auch den Zugriff auf das interne Computeralgebrasystem MPReduce; dieses wurde ab der Version 4.4 durch das von französischen Mathematiker Bernard Parisse entwickelte Giac ersetzt.
Ab der Version 5.0 beherrscht das Programm auch dynamische Raumgeometrie.
In Version 6.0 wurde die Oberfläche der Desktopversion der Browserversion angeglichen.

### Einzelne Features in Auswahl (jeweils Darstellung und Berechnung)
- Graph von Funktionen in Abhängigkeit von Parametern
- Bestimmte Integrale sowie Stammfunktionen
- Krümmung von Funktionsgraphen
- Nullstellen, Extrema und Wendepunkte ganzrationaler Funktionen
- Tangenten und Normale an Funktionsgraphen
- Taylorpolynome
- Asymptoten von Hyperbeln
- Geraden und ihre Steigung, Halbgeraden
- Mittelpunkt, Mittelsenkrechte, Lote, Parallele, Winkelhalbierende
- Fläche von beliebigen Polygonen und regelmäßigen Vielecken
- Länge von Strecken
- Größe von Winkeln
- Kegelschnitte: Ellipse, Kreis, Polare
- Kreissektoren, Kreisbögen, Umkreis
- Abbildungen: Achsenspiegelung, Punktspiegelung, Parallelverschiebung, Drehung, Zentrische Streckung
- Ausmultiplizieren und Faktorisierung von Polynomen
- Vektoren, Normalenvektor
- Darstellung und Rechnung mit komplexen Zahlen
- Rechnungen mit Matrizen
- Darstellung impliziter (algebraischer) Kurven

## Lizenz
GeoGebra ist kostenlos für nicht-kommerzielle Nutzung. Eine kommerzielle Nutzung des Programms ist nur dann erlaubt, wenn Lizenzgebühren bezahlt werden. Ein Teil des Programms ist unter der GNU General Public License als Freie Software verfügbar, aber das Installationsprogramm, alle Bild- und Stildateien der Benutzerschnittstelle und die Sprachdateien stehen unter Lizenzen, die eine kommerzielle Nutzung verbieten, und sind daher keine Freie Software.
Durch die Ausgliederung von wenigen, aber wichtigen Bestandteilen der Software mit dieser speziellen nicht freien Lizenz wird der Charakter der GPL unterwandert und verhindert eine Verteilung der Software z. B. durch einige Linux-Distributionen.